# 위스타드시

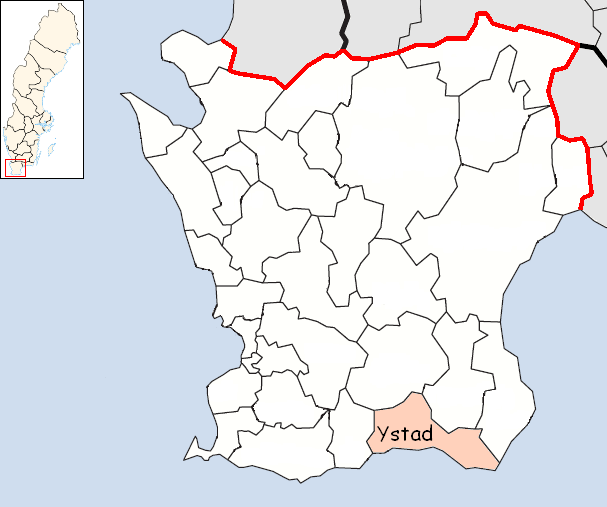
위스타드 시의 위치

위스타드시(스웨덴어: Ystads kommun)는 스웨덴 스코네주에 위치한 지방 자치체로 행정 중심지는 위스타드이며 면적은 1,189.32km2, 인구는 29,448명(2016년 12월 31일 기준), 인구 밀도는 25명/km2이다.

시 문장